# Mehndāwal
Mehndāwal är en ort i Indien.   Den ligger i delstaten Uttar Pradesh, i den nordöstra delen av landet, 600 km öster om huvudstaden New Delhi. Mehndāwal ligger 88 meter över havet och antalet invånare är 25 495.
Terrängen runt Mehndāwal är mycket platt. Runt Mehndāwal är det mycket tätbefolkat, med 1 056 invånare per kvadratkilometer. Det finns inga andra samhällen i närheten. Trakten runt Mehndāwal består till största delen av jordbruksmark.